# ミュンスターの平和条約を祝うアムステルダム市民警備隊の宴会

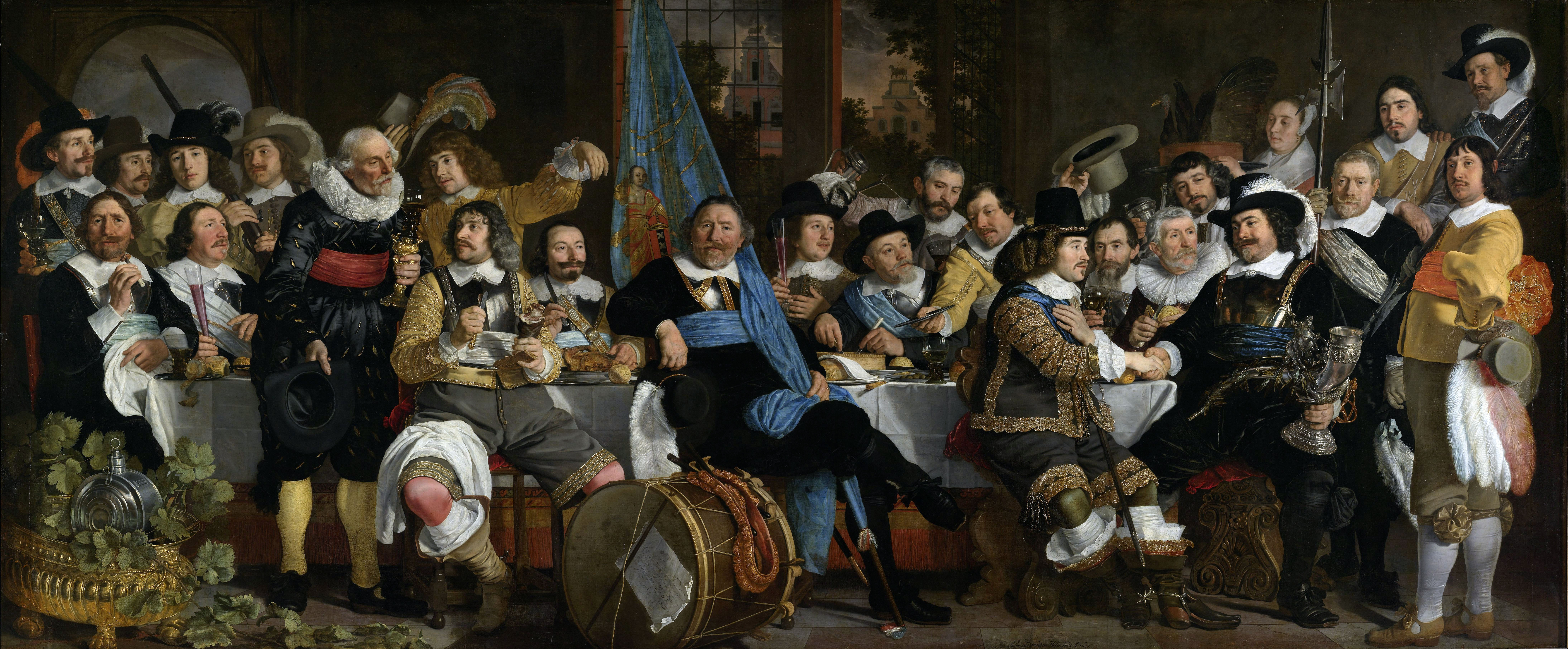

『ミュンスターの平和条約を祝うアムステルダム市民警備隊の宴会』（ミュンスターのへいわじょうやくをいわうアムステルダムしみんけいびたいのえんかい、蘭: Schuttersmaaltijd ter viering van de Vrede van Munster、英: Banquet of the Amsterdam Civic Guard in Celebration of the Peace of Münster）は、17世紀オランダ絵画黄金時代の画家バルトロメウス・ファン・デル・ヘルストが1648年にキャンバス上に油彩で制作した集団肖像画である。アムステルダム博物館の所蔵品であるが、通常、アムステルダム国立美術館に展示されている。
本作は、市民警備隊を表した集団肖像画中、最も大きなものの1つである。警備隊がミュンスターの平和条約を記念して、1648年に本部があったアムステルダムのフォートボーホドーレンで開いた宴会の様子を描いている。何年にもわたる交渉の末、調印されたこの平和条約により、オランダとスペインの間の80年戦争も終わりを迎え、警備隊は解任された。
描かれている25人もの人物の大半の名が知られており、描かれている事物の大半は今も現存している。主要な人物は、市民警備隊のアトリビュート (人物を特定する事物) とともに描かれている。右側では、隊長コルネリス・ウィステンがフォートボーホドーレンの銀色の角笛杯を持ち、座を率いている。

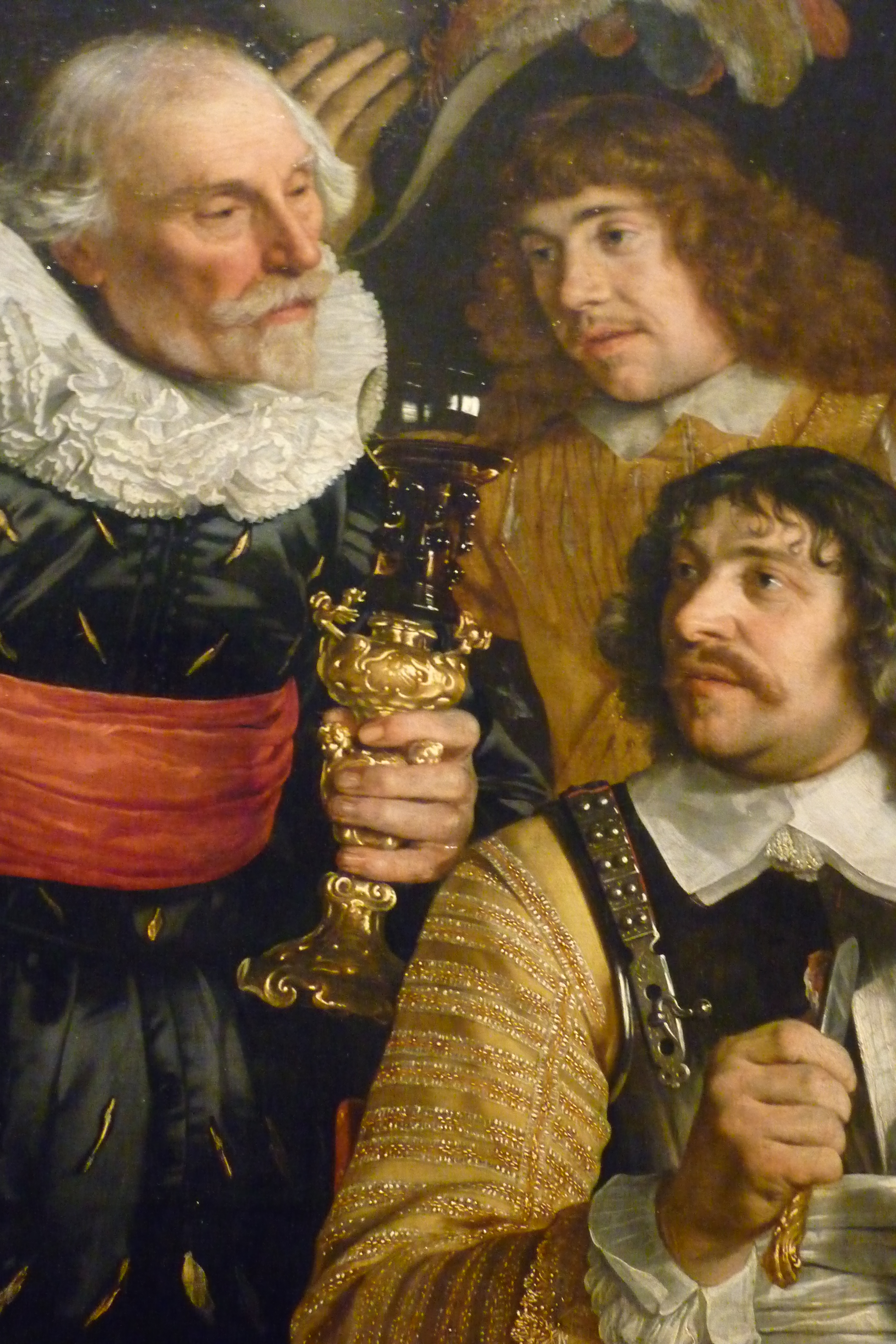
アムステルダム博物館に所蔵されているゴブレット・ホルダー（英語版）
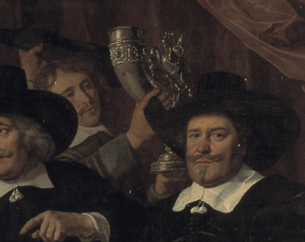
1656年にファン・デル・ヘルストが警備隊の理事たちを描いた絵画にも、銀色の角笛杯がふたたび描かれている。

美術史家のJ・J・デ・ヘルデル (J.J. de Gelder) は、本作は1648年の年記が記されているものの、おそらく少なくとも一年後に完成したと述べている。同様に、ほかのファン・デル・ヘルストの集団肖像画も委嘱された年が記されており、完成した年が記されているわけではない。前景にある太鼓にはヤン・フォスによる詩の紙片が付けられており、そこには握手する人物の名が記されている。1680年には、24人の名前を記した名簿が付け加えられた。
| Column 1           | Column 2          | Column 3                         | Column 4                       | Column 5                    | Column 6            |
| ------------------ | ----------------- | -------------------------------- | ------------------------------ | --------------------------- | ------------------- |
| Hendrik Calaber    | Jan Maesz         | Cornelis Jan Witsen, Captain     | Johan van Waveren, Lieutenant  | Geurt Pieter van Anntenraat | Hendrik Dommer Wz   |
| Govert van der Mij | Jacob van Diemen  | Jacob Banning, Ensign            | Thomas Hartog, Sargeant        | Herman Theunisz. de Kluyter | Paulus Hennekyn     |
| Johannes Calaber   | Jan van Ommeren   | Dirck Claesz Thoveling, Sargeant | Willem Pietersz. van der Voort | Andries van Anntenraat      | Lambert van den Bos |
| Benedictus Schaeck | Willem de Tamboer | Pieter van Hoorn                 | Adriaen Dirck Sparwer          | Christoffel Poock           | Isaac Oyens         |

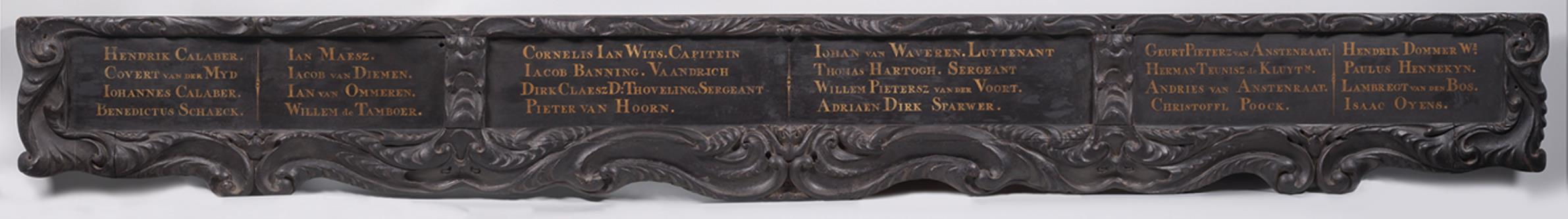

美術史家ユディト・ファン・ヘント (Judith van Gent) は、このリストにある最初の人物はヘンドリック・カリベル (Hendrik Caliber) で、宴会の1か月後に埋葬された。彼女は絵画の制作年には相当の時間がかかったという点でデ・ヘルデルに同意しており、注文されたのはおそらく1648年の夏よりもかなり前であると推測している。彼女の目録における本作の記述においては、確認できる人物の短い伝記が載せられている。